# Le Train de 16 h 50 (film)
Pour les articles homonymes, voir Le Train de 16 h 50.
Pour plus de détails, voir Fiche technique et Distribution.
Le Train de 16 h 50 (titre original : Murder She Said) est un film britannique en noir et blanc, réalisé par George Pollock, sorti en 1961. Le film est adapté du roman éponyme d'Agatha Christie et met en scène le personnage de Miss Marple.
C'est la première fois que Miss Marple est portée au grand écran. C'est aussi la première fois que Margaret Rutherford incarne la vieille détective ; elle reprendra ce rôle dans quatres autres films.

## Synopsis
Miss Marple rentre de Paddington par le train de 16 h 50. Alors qu'elle lit un roman policier, elle s'assoupit mais est réveillée par le bruit d'un train qui dépasse le sien. En regardant par la fenêtre, elle aperçoit soudain dans l'autre train un homme étranglant une femme dans un compartiment.
Aucun corps n'ayant été retrouvé, elle décide de mener sa propre enquête. Elle se fait engager comme domestique dans une vieille demeure appartenant aux Ackenthorpe. Cette étrange famille est composée d'un père avare, grognon et prétentieux ; d'une fille amoureuse du docteur du village, le Dr Quimper ; de trois fils ressemblant beaucoup à leur père ; et d'un petit-fils surdoué. En fouillant la propriété, la vieille Miss Marple découvre le cadavre d'une inconnue…

## Fiche technique
- Titre : Le Train de 16 h 50
- Titre original : Murder She Said
- Réalisation : George Pollock
- Scénario : David Pursall, Jack Seddon et David D. Osborn, d'après Le Train de 16 h 50 d'Agatha Christie
- Direction artistique : Harry White
- Costumes : Felix Evans
- Photographie : Geoffrey Faithfull
- Montage : Ernest Walter
- Musique : Ron Goodwin
- Production : George H. Brown
- Sociétés de production : Metro-Goldwyn-Mayer et George H. Brown Productions
- Société de distribution : Metro-Goldwyn-Mayer
- Pays d'origine :  Royaume-Uni
- Langue : anglais
- Format : noir et blanc — 35 mm — 1.66:1 — son : mono (Westrex Recording System)
- Genre : comédie policière
- Durée : 87 minutes
- Dates de sortie :
  -  Royaume-Uni : 26 septembre 1961
  -  États-Unis : 7 janvier 1962
  -  Allemagne de l'Ouest : 7 janvier 1962

## Distribution
- Margaret Rutherford (VF : Marie Francey) : Miss Jane Marple
- Arthur Kennedy : Dr Paul Quimper
- Muriel Pavlow : Emma Ackenthorpe
- James Robertson Justice : Luther Ackenthorpe
- Thorley Walters : Cedric Ackenthorpe
- Charles "Bud" Tingwell : Inspecteur Craddock
- Conrad Phillips : Harold Ackenthorpe
- Ronald Howard : Brian Eastley
- Joan Hickson : Mme Kidder
- Stringer Davis : Jim Stringer
- Ronnie Raymond : Alexander Eastley
- Gerald Cross : Albert Ackenthorpe
- Michael Golden : Hillman
- Barbara Leake : Mme Hilda Stainton
- Gordon Harris : Sergent Bacon
- Richard Briers : Mme Binster
- Peter Butterworth : le receveur

## Production
En 1960, Edmund Cork, de l'agence Hughes Massie cède les droits de plusieurs histoires de Miss Marple. Agatha Christie déclare : « J'espère que nous ne regretterons rien ».

## Accueil
En 1961, contre toute attente, le film remporte un vif succès. Le recueil de critiques Rotten Tomatoes rapporte que 83 % des critiques ont donné un avis positif sur le film.
Agatha Christie, elle, trouve le film assez navrant mais ne s'avoue pas déçue : « C'est plus ou moins ce à quoi je m'étais attendue depuis le début. » Elle n'est pas rancunière envers Margaret Rutherford dont l'interprétation de Miss Marple est pourtant bien éloignée du personnage original du roman. Elle comprend que, grâce au succès du film, Miss Marple est popularisée, ce qui élargit grandement son lectorat.

## Autour du film
- L'actrice Joan Hickson, qui interprète Mme Kidder, reprendra le rôle de Miss Marple entre 1984 et 1992 dans douze téléfilms de la série télévisée britannique Miss Marple de la BBC.
- Dans la scène où Miss Marple se prépare à piéger le tueur, on peut apercevoir sur la table qu'elle déplace, un autre roman d'Agatha Christie intitulé Un meurtre est-il facile ? (Murder is easy)
- Après ce film, Margaret Rutherford incarnera Miss Marple dans trois autres films : Meurtre au galop (1963), Passage à tabac (1964) et Lady détective entre en scène (1964).

### Différences entre le roman et le film
L'interprétation par Margaret Rutherford du personnage de Miss Marple est bien éloignée du personnage original du roman. Dans le roman, c'est Mrs. McGillicuddy, une amie de Jane Marple, qui est témoin du crime et non Marple elle-même. De plus, Miss Marple est une vieille fille qui, à cause de son grand âge, ne peut se déplacer et enquêter. Elle se fait donc aider par la jeune Lucy Eyelesbarrow qui se fait engager comme bonne à Ackenthorpe Hall pour pouvoir chercher le corps. Dans le film c'est Miss Marple elle-même, beaucoup plus joviale et active, qui se fait engager comme domestique.
Les deux personnages précédents sont supprimés de l'adaptation et remplacés par de nouveaux personnages : le bibliothécaire Jim Stringer (interprété par Stringer Davis, le mari de Margaret Rutherford) et l'Inspecteur Craddock (Charles "Bud" Tingwell) ; qui reviendront dans les adaptations suivantes.
D'autres modifications ont lieu : 
- James Stoddard-West n'apparait pas non plus dans le film.
- l'aide ménagère de Miss Marple devient Lucy
- Alexander Eastley joue le rôle de faire-valoir sur le terrain.
- Le meurtre d'Harold est maquillé en accident de chasse.
- Miss Marple dévoile la culpabilité du médecin, puis rentre chez elle après avoir gracieusement décliné une demande en mariage de M. Ackenthorpe.